# Бах (коммуна)
Бах (нем. Bach) — коммуна (нем. Gemeinde) в Австрии, в федеральной земле Тироль.
Входит в состав округа Ройтте. Площадь общины составляет 56,86 км², население — 634 человека (1 января 2021), плотность населения — 11 чел./км². Официальный код — 70801.

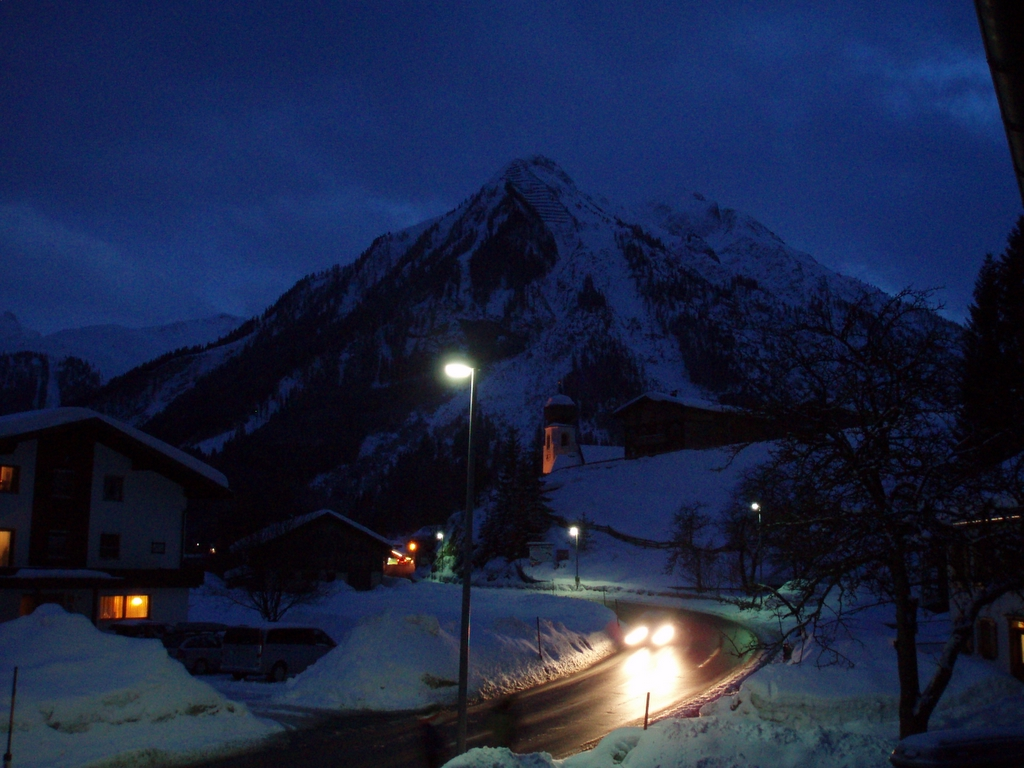
Церковь

## Население
| Год  | Численность |
| ---- | ----------- |
| 1869 | 721         |
| 1889 | 674         |
| 1890 | 598         |
| 1900 | 532         |
| 1910 | 500         |
| 1923 | 500         |
| 1934 | 551         |
| 1939 | 534         |
| 1951 | 593         |
| 1961 | 631         |
| 1971 | 660         |
| 1981 | 675         |
| 1991 | 684         |
| 2001 | 688         |
| 2011 | 688         |
| 2021 | 634         |

## Политическая ситуация
Бургомистр коммуны — Вольф Альберт.
Совет представителей коммуны (нем. Gemeinderat) состоит из 11 мест.